# Golden Feelings
Golden Feelings – kaseta autorstwa Becka Hansena, wydana niezależnie i w ograniczonym nakładzie w 1993 przez wytwórnię Sonic Enemy.
Album uznawany jest za pierwsze oficjalne wydawnictwo Becka, mimo iż niekiedy określa się go jako nagranie demo. Materiał został zarejestrowany na magnetofonie czterościeżkowym w domu wokalisty, na skutek czego charakteryzuje się on niską jakością dźwięku (lo-fi). Większość kompozycji to utwory akustyczne, bardzo często miksowane z pokaźną liczbą sampli, utrzymane w humorystycznym tonie, który w przyszłości miał stać się znakiem rozpoznawczym artysty.
W 1999 wytwórnia Sonic Enemy wydała materiał w formie CD, co spotkało się jednak z dezaprobatą autora materiału. Po wysłaniu 2000 sztuk płyt CD do sklepów produkcja została wstrzymana.

## Inne wydania utworów
“Special People”, “Trouble All My Days” oraz “Super Golden Black Sunchild” zostały ponownie wydane na singlu “Pay No Mind (Snoozer)”, w wersjach identycznych jak na Golden Feelings.
“No Money No Honey” zostało nagrane ponownie i wydane na Stereopathetic Soulmanure.
“Totally Confused” zostało nagrane ponownie i wydane na A Western Harvest Field by Moonlight i singlu “Beercan”.
“Mutherfukka” zostało nagrane ponownie jako “Mutherfuker” i wydane na singlu “Steve Threw Up” i Mellow Gold.
“Heartland Feeling” zostało wykonane przez Becka na żywo w The Larry Sanders Show.

## Lista utworów
1. “The Fucked Up Blues” – 2:11
2. “Special People” – 1:42
3. “Magic Stationwagon” – 1:36
4. “No Money No Honey” – 2:35
5. “Trouble All My Days” – 2:07
6. “Bad Energy” – 1:39
7. “Schmoozer” – 2:38
8. “Heartland Feeling” – 7:11
9. “Super Golden Black Sunchild” – 2:11
10. “Soul Sucked Dry” – 1:49
11. “Feelings” – 1:35
12. “Gettin’ Home” – <4:14
13. “Will I Be Ignored By the Lord” – 1:59
14. “Bogus Soul” – 1:15
15. “Totally Confused” – 2:00
16. “Mutherfukka” – 2:44
17. “People Gettin Busy” – 3:09